# Yakir Aharonov
Yakir Aharonov (hebreiska יקיר אהרונוב), född 1932 i Haifa,  Palestinamandatet, är en israelisk fysiker med kvantfysik som specialitet.
Aharonov studerade vid Technion i Haifa och tog kandidatexamen 1956. Han fortsatte med forskarutbildning vid Bristol University, där han studerade under David Bohm, och tog en Ph.D.-examen 1960. Aharonov innehade 1973-2006 en kombinerad professur vid Tel Avivs universitet och University of South Carolina i USA. 2006-2008 var han verksam vid Center for Quantum Studies vid George Mason University i Fairfax, Virginia och från 2008 vid Chapman University.
1959 föreslog han och David Bohm existensen av Aharonov-Bohm-effekten. För sin insats i detta delade Aharonov 1998 års Wolfpris i fysik med Michael V. Berry.
Han är ledamot av National Academy of Sciences i USA sedan 1993.